# M21 SWS
 Тази статия е за оръжието М21.  За звездният куп вижте M21.  
M21 Sniper Weapon System (на английски: Снайперска система М21) е американска 7,62 мм полуавтоматична снайперска пушка. Разработена е от пушката М14 и влиза на въоръжение в началото на 60-те години.
По време на войната във Виетнам американската армия се нуждае от точна пушка за снайперистите. Като база на новата разработка е избрана М14, която има голяма скорострелност, и е точна и удобна. Рок Айлънд Арсенал първоначално модифицира около 1435, които бързо влизат на въоръжение под названието ХМ21. След 1975 те се наричат само М21. М21 остава стандартно оръжие на снайперистите до 1988, когато е приета на въоръжение М24, но днес продължава да се използва. Вариантът М25 има някои леки подобрения и се използва от Тюлените и специалните части на американската армия.